# باب حفر (يريم)

تعديل مصدري - تعديل

باب حفر هي إحدى حارات حي يريم بمدينة يريم أحد مدن محافظة إب، بلغ تعداد سكانها 689 نسمة حسب تعداد اليمن لعام 2004.